# Institut coréen des sciences et de la technologie
L'Institut coréen des sciences et de la technologie, ou KIST (Korea Institute of Science and Technology), est un institut de recherche multidisciplinaire situé à Séoul en Corée du Sud.
Fondé en 1966, ce fut le premier institut de recherche scientifique multidisciplinaire en Corée. Il a contribué significativement au développement économique du pays, particulièrement pendant la forte croissance des années 1970 et 1980.